# Браян Бедфорд
Браян Бедфорд (англ. Brian Bedford; 16 лютого 1935 — 13 січня 2016) — британський актор.

## Біографія
Народився в Морлі у ірландській родині. З 1952 по 1955 роки навчався у Королівській академії драматичного мистецтва в Лондоні. Багато грав у театрі, займався постановкою Шекспірівських творів. У кінематографі Браян відомий завдяки ролі Клайда Толсона у фільмі «Ніксон» 1994 року та озвучці Робін Гуда у діснеевському мультфільмі «Робін Гуд». У 1971 році виграв премію Тоні. Лауреат премії «Драма Деск».
Актор був відкритим гомосексуалом. У 1980 році він одружився з Тімом Макдональдом з яким прожив до кінця життя.
Помер від раку 13 січня 2016 року у віці 80 років.